# Raphinha
Raphael Dias Belloli (født 14. december 1996), kendt som Raphinha, er en brasiliansk professionel fodboldspiller, som spiller som angriber for La Liga-klubben FC Barcelona og Brasiliens landshold.

## Klubkarriere

### Vitória de Guimarães
Efter at have spillet for Avaí i hans hjemland på ungdomsniveau, så skiftede Raphinha i februar 2016 til portugisiske Vitória de Guimarães. Han blev med det samme etableret som en fast mand i klubben, og scorede i 2017-18 sæsonen 15 sæsonmål.

### Sporting CP
Raphinha skiftede i maj 2018 til topklubben Sporting CP. Han havde dog ikke den samme succes i sin tid hos klubben, som også var særlig plaget af en muskelskade.

### Stade Rennais
Efter en enkelt sæson hos Sporting, så skiftede Raphina i september 2019 til Stade Rennais i et skifte som gjorde ham til klubbens dyreste indkøb på tidspunktet.

### Leeds United
Raphinha skiftede i oktober 2020 til Leeds United. Han var i 2021-22 sæsonen klubbens topscorer, da han sluttede på 11 sæsonmål.

### Barcelona
Raphinha havde i sommeren 2022 været meget tæt på et skifte til Chelsea, men kort før at skiftet kunne færdiggøres, så viste Barcelona interesse, og Raphinha besluttede sig for at skifte til dem i stedet, på trods af klubbens økonomiske vanskeligheder.
Efter at have været inde og ude af startopstillingen i hans to første sæsoner med klubben, så fik Raphinha sit store gennembrud efter ankomsten af træner Hansi Flick. Han spillede den 23. oktober 2024 sin kamp nummer 100 for klubben, en UEFA Champions League-kamp imod Bayern München, og scorede i kampen et hattrick da Barcelona vandt 4-0.

## Landsholdskarriere
Raphinha debuterede for Brasiliens landshold den 8. oktober 2021. Han har været del af Brasiliens trupper til flere internationale tuneringer.